# Мери Мориси
Мери Мориси је Амерички писац и активиста за интернационални мир. Она је писац на Градење своје поле снова, где се прича о њеној животној причи. Она је писац на Ништа мање од велишина, књигу за мира. У току 2002 године, написала је Нове мисле: Практичној Спиритуалности. Вејн Дајер звао њој "једна од највише пажљивиј учитељи за сва времена"
Активна од малих ногу у међународном активизму, Мориси је основала Асоцијацију за глобалну нову мисао у1995, и био њен први председник.   У току 1997, радила је са унуком Махатме Гандија, Аруном Гандијем, на покретању међународне организације Сезона ненасиља .   Од јануара 2019, Сезона ненасиља се обележава широм света. 

## Рани живот
Мери Мориси је рођенена у Беаветрон, Орегону у 1949. Она је била заменик претседник у њеној разреди када је била 16, а онда се заљубила, остала је у другом стању и није била прихвачена у школи због тог стања. Због болесте бубрега, било је речено да буде живела око 6 месеца.

## Хуманитарни рад и активизам
Мориси је била учител, а у 1975 била назначена као пастор. Она почела причати јавно за своје нове мисле, духовни раст и мир. Она је била лидер на групата за Нови Мисли  и дала помоћ у спиритуалних центи око САД.
Као активист за интернационални мир, она и Аруном Гандијем, почели Сезону за Ненасиље. Као дел њени рад, тражио се из Мориси да прича за ОН, прво на крај насиље, а касније за потреба интернационалних мировних агенде. Сезону за Ненасиље зголемио се на глобалном нивоу. То се студирао у више школе и унверзитете.

## Центру за обогаћивање живота
Мориси је била творац у Центру за обогаћивање живота, у Орегону. Она и њен бивши муж су у току 2004 године објавили да су у дуговима. Ово је довело до вести и Мери је затражила опроштај што је навела своје следбенике да ризикују са својим новцем. Она је пристала да плати влади преко 10 милиона долара за решавање питања дуга. Мориси се касније развела од мужа и наредних 14 година напорно радила да исплати свој дуг. Све је платила у току 2018 године.

## Књиге

### Изградите своје поље снова(1996)
Ову књигу говори о Морисијевим потешкоћама као тинејџерској мајци. Издавачи назвале књигу „искреном“ (љубазном). Књигу је прихватила заједница за саморазвој, при чему је Вејн Дајер написао да књига „светлуча“ (јако сија), а аутор Геј Хендрикс назвао је књигу „извором духовне мудрости“. Часопис Пенинсула Дејли Њус назвао је књигу „метафизичким класиком.” 
У својој књизи Уметност бивања, писац Денис Мерит Џонс пише да је књига била међу препорученим за читаоце заинтересоване за саморазвој. Списатељица Тесс Кехн, у Алкемикал Инхеритенс пише да је изградња вашег поља снова била важна јер јој је помогла да направи „даске за визије.“ 

### Не мање од величине(2001)
Односи су били важни у Морисејевим учењима, говорећи о мушким и женским ликовима. Током година Мориси је писала чланке за новине и часописе, пишући о везама. У својој књизи, проналажење савршене љубави у несавршеним везе, Мориси је писала о „изграђивању односа.“ (стицање пријатеља). Књига је предавана широм света. Писац Гери Зукав назвао је књигу „практичном и инспиративном“, а списатељица Маријана Вилијамсон је написала да књига „треба да буде пријатељ сваком пару (водич за парове). Роберт ЛаКрос је написао да је „Не мање од величине“ препоручени извор у својој књизи „Учење од развода“. Писац Денис Џонс препоручио је књигу у својој књизи Уметност бивања из 2008. 

### Нова мисао: Практична духовност(2002)
Мориси је у свом учењу користила реченице из Библије, као и Талмуд, Тао Те Чинг, Торо и друге. У жељи да прикаже покрет Нове мисли у једноставној природи, Мориси је написала књигу Нова мисао: Практична духовност. Књигу, коју је објавио Пенгуин у  2002 године, чине кратки есеји 40 лидера нове мисли. Књига је коришћена за академски рад: у књизи Алтернативе психотерапије, Јеан Мерцер ју је навео као кључну књигу за разумевање. Књига је коришћена за академски рад у књизи Алтернативе за психотерапије, Јеан Мерцер ју је навео као кључну књигу за разумевање „ангажовања са духовним светом“. У књизи Јонес & Бартлет из 2009. Спиритуалност, Здравље, и Лечења, аутори Јанг и Коопсен написали су да је Морисиева нова мисао била важна за разумевање разлике између покрета Нове Мисле и Нове Године, пишући да „Нова мисао није Нова година“. 

### Друге списе
Током година Мориси је писала чланке за новине, часописе и књиге. Писала је за часопис Саксес. Реченице преузете из њених књига објављиване су у међународним часописима, као и у књигама. Њени списи су написани у књигама за самопомоћ, хришћанским поукама, књигама о правима, раду и срећи. Симонова & Шутсерова Пилећа супа за серију Соул понекад отвара поглавља њеним реченицама.
Као учитељица је поштована јер је инспирисала писање неколико књига, укључујући Свесно срце, Уметност бивања, Надахнути живот, Мала задовољства, Дванаест услова чуда, Исцељење од депресије, Позитивна енергија, Деведесет секунди до живота и други. Морисијева лакоћа писања учинила ју је, према књизи Алана Коена „Хвала са молитвом“, „једном од најцењенијих министарки у покрету нове мисли“. Њена учења су се појавила у књигама широм света. Она је веома цењена у Русији, као и на Далеком истоку, са својим учењем у Индонезији и Кини.

## Белешке
1. ↑  "Spiritual Center Offers New Program." Chicago Tribune, 11 Aug 2011, Page 7
2. ↑  
"AGNT Leadership Council". web.archive.org. Retrieved September 27, 2021 https://web.archive.org/web/20030225112804fw_/http://www.agnt.org/leaders~1.htm#Manin
3. ↑  https://web.archive.org/web/20030225112804fw_/http://www.agnt.org/leaders~1.htm#Manin
4. ↑  "Exploring the Sacred," The World (Coos Bay, Oregon), 17 Jul 2006, Page 6
5. ↑  
Titus, John and Bev (January 30, 2019). "Season for Nonviolence begins 5th season". Urbana Daily Citizen. Retrieved October 2, 2021 https://www.urbanacitizen.com/news/67441/season-for-nonviolence-begins-5th-season
6. ↑  Awakened Dreams, The Desert Sun, 23 Apr 1999, Page 15
7. ↑  https://web.archive.org/web/20030225112804fw_/http://www.agnt.org/leaders~1.htm#Manin
8. ↑  "Exploring the Sacred," The World (Coos Bay, Oregon), 17 Jul 2006, Page 6
9. ↑  „Архивирана копија”. Архивирано из оригинала 30. 10. 2021. г. Приступљено 02. 04. 2023.
10. ↑  Perkins-Reed, Marcia (April 3, 1996). Thriving in Transition: Effective Living in Times of Change. Simon and Schuster. p. 127.  978-0-684-81189-5 https://en.wikipedia.org/wiki/Special:BookSources/978-0-684-81189-5
11. ↑  "A Minister Explains How New Thought Changed Her Life", The Gettysburg Times, 16 Jun 1999, Page 8
12. ↑  "You Can Change Your Life." The Sacramento Bee, 27 Jan 2002, Page 293
13. ↑  Martin, Katherine (2010). Women of Spirit: Stories of Courage from the Women Who Lived Them. New World Library.  978-1-57731-823-1https://books.google.com/books?id=k1KYB29a7kUC&dq=%22mary+manin+Morrissey%22&pg=PA17 as well as https://en.wikipedia.org/wiki/New_World_Library as well as https://en.wikipedia.org/wiki/Special:BookSources/978-1-57731-823-1
14. ↑  Allenbaugh, Kay (May 11, 2000). Chocolate Para El Alma de la Mujer: 77 Relatos Para Nutrir Su Espiritu Y Reconfortar Su Corazon (in Spanish). Simon and Schuster.  978-0-684-87083-0 https://books.google.com/books?id=wrHRa39DskwC&q=%22mary+manin+Morrissey%22 as well as https://en.wikipedia.org/wiki/Special:BookSources/978-0-684-87083-0
15. ↑  Allenbaugh, Kay (May 11, 2000). Chocolate Para El Alma de la Mujer: 77 Relatos Para Nutrir Su Espiritu Y Reconfortar Su Corazon (in Spanish). Simon and Schuster.  978-0-684-87083-0 https://books.google.com/books?id=wrHRa39DskwC&q=%22mary+manin+Morrissey%22 as well as https://en.wikipedia.org/wiki/Special:BookSources/978-0-684-87083-0
16. ↑  Fearless Women: Visions of a New World. Greenleaf Book Group Llc. March 24, 2012.  978-0-9851143-0-5 https://books.google.com/books?id=9F1wMAEACAAJ&q=%22mary+morrissey%22 as well as https://en.wikipedia.org/wiki/Special:BookSources/978-0-9851143-0-5
17. ↑  Whitman, Christy (2018). Quantum Success: 7 Essential Laws for a Thriving, Joyful, and Prosperous Relationship with Work and Money. Simon and Schuster.  978-1-5011-7902-0 https://books.google.com/books?id=WcRWDwAAQBAJ&q=%22mary+morrissey%22 Архивирано на веб-сајту  (1. април 2023) as well as https://en.wikipedia.org/wiki/Special:BookSources/978-1-5011-7902-0